# Halicarcinus cookii
Halicarcinus cookii är en kräftdjursart som först beskrevs av Henri Filhol 1885.  Halicarcinus cookii ingår i släktet Halicarcinus och familjen Hymenosomatidae. Inga underarter finns listade i Catalogue of Life.